# Nelly Moretto
Nelly Moretto (Rosario, Argentina, 20 de setembre, 1925 – Buenos Aires, 24 novembre, 1978) va ser una compositora i pianista argentina.
Va néixer a Rosario, Argentina i estudià al Conservatori Nacional, a Torcuato di Tella Institute a Buenos Aires i a la Universitat d'Illinois. Va treballar per un temps a l'estudi electrònic: Estudio de Fonología Musical (EFM) a la Universitat de Buenos Aires. Va morir a Buenos Aires.

## Obres seleccionades[3]
- Composición 9a per dos grups instrumentals, cinta magnetofònica, dansa i llums, 1965
- Composición 9b per cinta magnetofònica, 1966
- Coribattenti per quartet de corda i cinta magnetofònica, 1967
- Composición No.13: In Memorian J. C. Paz per trompeta i cinta, 1972
- Composición No.14: Bah! le dije al tiempo per violí, trompeta, piano i cinta 1974/1975